# Адамович Сергій Тадейович
Сергі́й Таде́йович Адамо́вич  (нар. 2 квітня 1922, Рубіжне, Донецька губернія, УСРР — пом. 12 січня 1998, Київ, Україна) — український і латиський художник; член Спілки художників України від 1950 року. Батько художника Романа Адамовича.

## Біографія
Народився 2 квітня 1922 у селищі Рубіжне, Лисичанська волость, Бахмутський повіт, Донецької губернії, УСРР (нині у складі міста Лисичанська, Луганської області, Україна). Після закінчення семи класів у середній школі № 5 міста Пролетарська, поступив у Ворошиловградське художнє училище. Будучи обдарованим юнаком, був запрошений як учень школи при Ленінградській академії мистецтв, потім став її студентом. 
З початком німецько-радянської війни повернувся до Лисичанська, де працював на заводі «Пролетарій». Восени 1941 року пішов на фронт. Воював на Західному, Південно-Західному та Прибалтійському фронтах, де у часи привалів малював картини, які в 1944 році стали основою його першої персональної виставки в Самарканді, під час перебування самого художника в шпиталі. На війні отримав тяжку травму, став інвалідом.
У 1944—1950 роках навчався у Київському художньому інституті у Олексія Шовкуненка. Дипломна робота — картина «Ранок на Донбасі». З 1953 року жив у Ризі. Член КПРС з 1963 року.
Мешкав у Києві. Помер у Києві 12 січня 1998 року. Похований у Києві.

## Творчість
Працював у галузі книжкової та станкової графіки, живопису. Ілюстрував книги українських та російських класиків, зокрема:
- «Козаки» Льва Толстого (1950);
- «Борислав сміється» Івана Франка («Леон Гаммершляг», «Підприємець Гольдкремер», «Збори робітників», «Робітничі патрулі охороняють табір страйкарів», «Робітники Борислава вимагають звільнення товаришів», «Біля шинку», «Кладовище біля Борислава»; 1952, мокрий соус; Національний художній музей України[3]);
- «Пісня над водами» Ванди Василевської (1953);
- «Злочин і кара», «Білі ночі» Федора Достоєвського (1957, 1971, шовкографія);
- «Вибрані твори»  Михайла Коцюбинського (1958);
- «Горпина» Марка Вовчка (1958)[4];
- «Земля» Ольги Кобилянської (1960, ліногравюра 1971);
- «Вечори на хуторі біля Диканьки» Миколи Гоголя (1962);
- «Доля людини», «Вони воювали за Батьківщину» Михайла Шолохова (1968, літографія, 1975, туш, перо, акварель);
- «Кров людська — не водиця» Михайла Стельмаха (1971, шовкографія);
- «Поезії» Володимира Маяковського (1967);
- «Сто поезій» Шандора Петефі (1973).

Автор ілюстрацій до поем Тараса Шевченка «Сова», «І мертвим, і живим…» (1954) і «Наймичка» (1955) — всі тепер зберігаються в Національному музеї Тараса Шевченка. Також оформив ювілейне видання поеми Шевченка «Гайдамаки» латиською мовою (Рига, 1964).
живописні твори
- «Донбас. Суботник на шахтному дворі» (1949);
- «Ранок у Донбасі» (1950; Луганський художній музей);
- «Взимку в шахті» (1950, у співавторстві з Віктором Ельбертом; Бердянський художній музей);
- «Юні шефи лісу» (1952, у співавторстві з Віктором Ельбертом);
- «Данило Галицький» (1953; Дніпровський художній музей);
- «Урожай кукурудзи» (1984);

пейзажі
- «Морозний день» (1985);
- «Вечоріє. Карпати» (1986);
- «Гребля» (1990);
- «Хата в селі Вишкове» (1990);
- «Заводі» (1990);
- «Околиця села Харківці» (1993);

графіка
- «Африка буде вільною» (1961, кольорова ліногравюра, серія);
- «На бойовому посту» (1963, ліногравюра);
- «Дорогами війни» (1964, монотипія);
- «Завжди разом» (1965, кольорова ліногравюра);
- «Новий Донбас» (1967—1984, ліногравюра, серія);
- «Прикордонники острову Сааремаа» (1971, кольорова цинкотипія);
- «Дорогами Великої Вітчизняної війни» (1984—1985, серія);
- «Гнізда лелек» (1987, серія);
- «Козацькі вежі» (1989—1991, серія).

Брав участь у більш ніж на п'ятдесяти міжнародних, всесоюзних, республіканських та його персональних виставках виставках з 1949 року. Твори експонувалися у Москві, Києві, Ризі, Варшаві, організовувалися пересувні виставки по містах України. 3 грудня 1976 відбулася виставка у  Лисичанську. Частина цих картин була подарована міському краєзнавчому музею, з фондів якого неодноразово організовувалися для лисичан виставки його творчості.
Роботи художника зберігаються в Національному художньому музеї України, Луганському, Бердянському і Дніпровському художніх музеях, Латвійському національному художньому музеї, Третьяковській галереї, а також в США, Канаді та інших країнах.

## Відзнаки
- Орден Червоної Зірки (29 червня 1945)[5];
- Медаль «За перемогу над Німеччиною»[5];
- Почесний громадянин Лисичанська з 1976 року[2];
- Заслужений діяч мистецтв УРСР з 1985 року;
- Почесна грамота Президії Верховної Ради УРСР[2];
- Золота медаль ВДНГ[2].